# Giovanni Francesco Zabello
Giovanni Francesco Zabello  (actif en 1646) est un graveur et un peintre italien natif de Bergame.